# Helicocephalum oligosporum
Helicocephalum oligosporum är en svampart som beskrevs av Drechsler 1934. Helicocephalum oligosporum ingår i släktet Helicocephalum och familjen Helicocephalidaceae.   Inga underarter finns listade i Catalogue of Life.